# Дри, Луис Паскуаль
Луис Паскуаль Дри (исп. Luis Pascual Dri; 17 апреля 1927, Федерасьон, Аргентина — 30 июня 2025, Буэнос-Айрес, Аргентина) — аргентинский кардинал, не имеющий епископской ординации, капуцин. Кардинал-дьякон с титулярной диаконией Сант-Анджело-ин-Пескерия с 30 сентября 2023 по 30 июня 2025.